# Notre-Dame-du-Rocher
Pour les articles homonymes, voir Notre-Dame et Rocher.
Notre-Dame-du-Rocher est une ancienne commune française, située dans le département de l'Orne en région Normandie, devenue le 1er janvier 2016 une commune déléguée au sein de la commune nouvelle d'Athis-Val de Rouvre.
Elle est peuplée de 53 habitants.

## Géographie

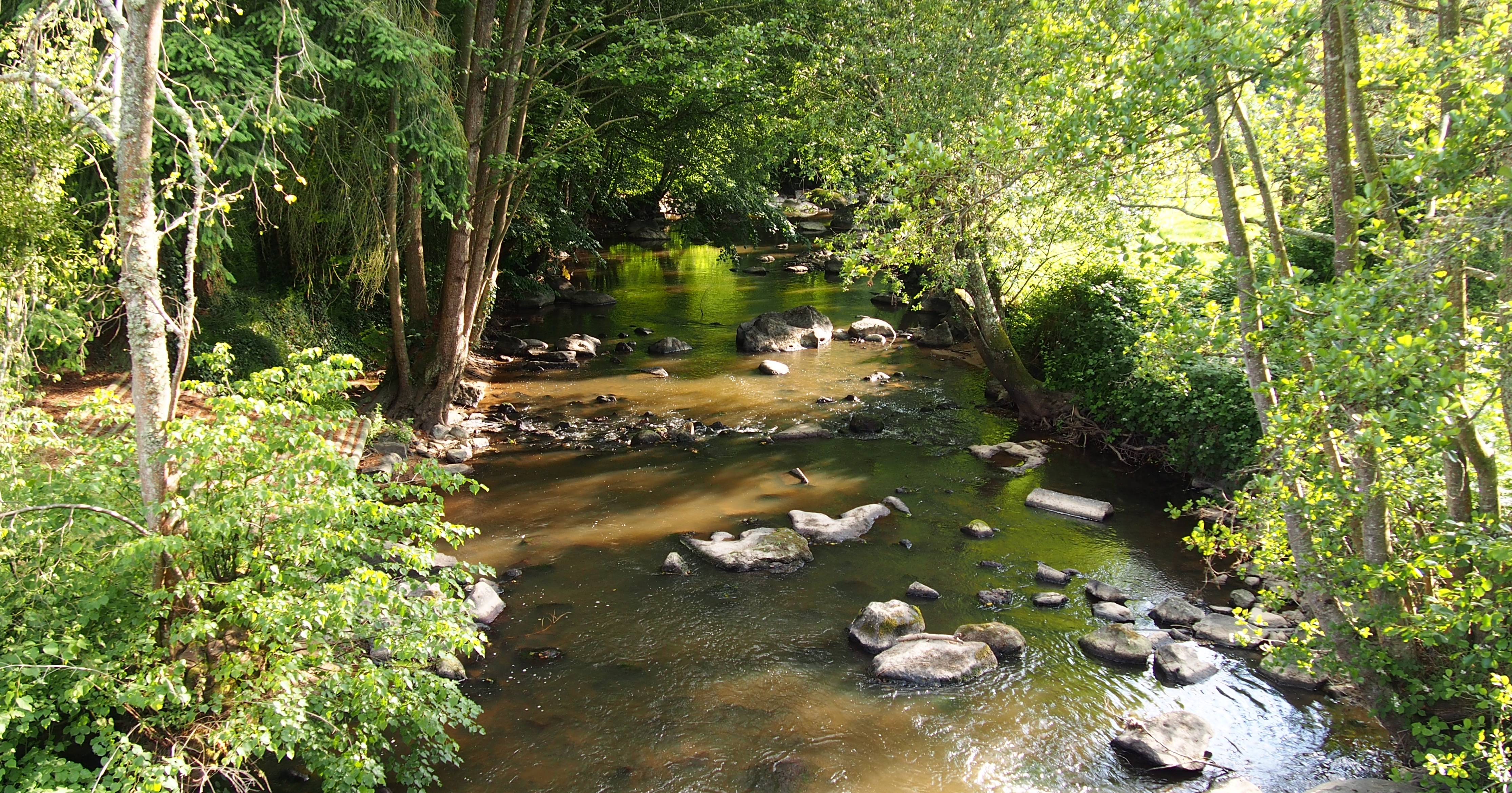
La Rouvre entre La Carneille, à gauche, et Notre-Dame-du-Rocher, à droite.

| Taillebois (comm. nouv. d'Athis-Val de Rouvre)   | Ségrie-Fontaine (comm. nouv. d'Athis-Val de Rouvre) | Bréel (comm. nouv. d'Athis-Val de Rouvre)                               |
| Taillebois (comm. nouv. d'Athis-Val de Rouvre)   | Notre-Dame-du-Rocher                                | Bréel (comm. nouv. d'Athis-Val de Rouvre), Sainte-Honorine-la-Guillaume |
| La Carneille (comm. nouv. d'Athis-Val de Rouvre) | Sainte-Honorine-la-Guillaume                        | Sainte-Honorine-la-Guillaume                                            |

## Toponymie
La paroisse était dédiée à la Vierge Marie. Rocher est dû à la topographie des lieux.
L'ancien nom de la paroisse est attesté sous les formes orthographié Mulle Cavata en 1081 Mielle Savate en 1335, Mille Chuiate dans une charte de 1423, Milsavate sur la carte de Cassini du XVIIIe siècle, Mille-Savates jusqu'en 1878. 
Le toponyme serait peut-être à rapprocher du nom d'une peuplade gauloise, les Esuves étant devenus Suvates, avec le suffixe d’appartenance gaulois –at, qui auraient vécu dans cette contrée à l'époque de l'occupation romaine et de la christianisation de la Gaule romanisée vers le IVe siècle, (voir Gaulois (peuples)). Comme on peut le voir sur les monuments qui sont parvenus de cette lointaine période gallo-romaine (premiers siècles de notre ère), l'écriture romaine donnait à  la lettre "U" la forme d'un "V" ("julius" de Jules César par exemple est écrit ou gravé : "IVLIVS"). La tribu gauloise du lieu aurait donc été celle des Suvates. Quant à l'autre composante du toponyme Mille, diverses hypothèses, plus ou moins convaincantes, ont été formulées. Compte tenu des déformations très fréquentes du mot initial — et cela jusqu'à une date assez récente — mille pourrait faire référence au nombre 1000 (mais pour quelle raison ? borne milliaire ?), à moins que ce ne soit un lointain souvenir laissé par le passage des légions romaines (avec déformation du mot latin miles signifiant soldat)[réf. nécessaire].
Une autre hypothèse plus probable, serait que Mille-Savates, soit une déformation de Mouille-Savates, toponyme que l'on rencontre dans d'autres communes, notamment à Versainville dans le Calvados, avec le hameau de Mouille-Savates, ou, variante, à Aubigny avec le hameau Pied-Mouillé et qui désigne un lieu humide (marais, gué...). La paroisse de Mille-Savates étant située entre les deux rivière de la Rouvre et la Coulandre accrédite cette hypothèse[réf. nécessaire].
Les anciens de Notre-Dame-du-Rocher et des villages alentour ont toujours dénommé le village par son ancien nom, Mille-Savates. L'explication donnée par les autochtones est qu'en un temps lointain, le curé de Notre-Dame-du-Rocher aurait surnommé son village Mille-Savates en référence aux 500 habitants qui y auraient vécu à l'époque : 500 bipèdes, donc 1 000 pieds, ce qui faisait 1 000 savates.[réf. nécessaire]
Le gentilé est Rupestrien.

## Histoire
Avant la Révolution de 1789, du point de vue judiciaire, Millesavattes faisait partie de la sergenterie du Houlme, subdivision de La Forêt, dans la vicomté de Falaise.
Le 1er janvier 2016, Notre-Dame-du-Rocher intègre avec sept autres communes la commune d'Athis-Val de Rouvre créée sous le régime juridique des communes nouvelles instauré par la loi no 2010-1563 du 16 décembre 2010 de réforme des collectivités territoriales. Les communes d'Athis-de-l'Orne, Bréel, La Carneille, Notre-Dame-du-Rocher, Ronfeugerai, Ségrie-Fontaine, Taillebois et Les Tourailles deviennent des communes déléguées et Athis-de-l’Orne est le chef-lieu de la commune nouvelle.

## Politique et administration
| Période                                  | Période       | Identité         | Étiquette | Qualité                    |
| ---------------------------------------- | ------------- | ---------------- | --------- | -------------------------- |
| ?                                        | 1989          | - Poulain        |           |                            |
| 1989                                     | mars 2001     | Thérèse Poulain  | SE        |                            |
| mars 2001                                | mars 2008     | Claude Jardin    | SE        | Retraité de la gendarmerie |
| mars 2008                                | décembre 2015 | Annette Hammelin | SE        | Employée de préfecture     |
| Les données manquantes sont à compléter. |               |                  |           |                            |

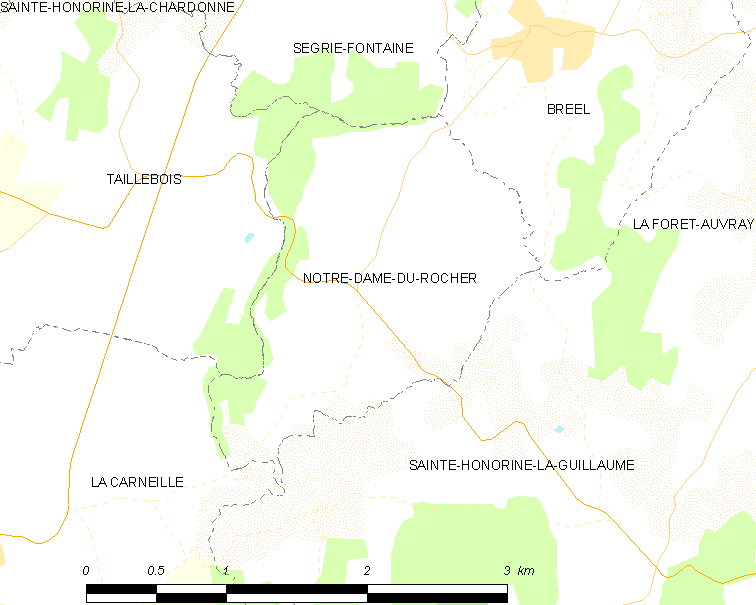
La carte de Notre-Dame-du-Rocher et des communes alentour.

Le conseil municipal était composé de sept membres dont le maire et un adjoint. Ces conseillers intègrent au complet le conseil municipal d'Athis-Val de Rouvre le 1er janvier 2016 jusqu'en 2020 et Annette Hammelin devient maire délégué.

## Démographie
L'évolution du nombre d'habitants est connue à travers les recensements de la population effectués dans la commune depuis 1793. À partir du 1er janvier 2009, les populations légales des communes sont publiées annuellement dans le cadre d'un recensement qui repose désormais sur une collecte d'information annuelle, concernant successivement tous les territoires communaux au cours d'une période de cinq ans. 
Pour les communes de moins de 10 000 habitants, une enquête de recensement portant sur toute la population est réalisée tous les cinq ans, les populations légales des années intermédiaires étant quant à elles estimées par interpolation ou extrapolation. Pour la commune, le premier recensement exhaustif entrant dans le cadre du nouveau dispositif a été réalisé en 2006,.
En 2021, la commune comptait 53 habitants, en évolution de −13,11 % par rapport à 2015 (Orne : −1,53 %, France hors Mayotte : +2,49 %).
Mille-Savates a compté jusqu'à 323 habitants en 1821. Notre-Dame-du-Rocher est la commune la moins peuplée du canton d'Athis-de-l'Orne.
| 1793 | 1800 | 1806 | 1821 | 1831 | 1836 | 1841 | 1846 | 1851 |
| ---- | ---- | ---- | ---- | ---- | ---- | ---- | ---- | ---- |
| 220  | 148  | 201  | 240  | 323  | 319  | 321  | 310  | 308  |

| 1856 | 1861 | 1866 | 1872 | 1876 | 1881 | 1886 | 1891 | 1896 |
| ---- | ---- | ---- | ---- | ---- | ---- | ---- | ---- | ---- |
| 314  | 322  | 314  | 310  | 302  | 253  | 231  | 196  | 152  |

| 1901 | 1906 | 1911 | 1921 | 1926 | 1931 | 1936 | 1946 | 1954 |
| ---- | ---- | ---- | ---- | ---- | ---- | ---- | ---- | ---- |
| 152  | 147  | 138  | 121  | 104  | 103  | 106  | 100  | 108  |

| 1962 | 1968 | 1975 | 1982 | 1990 | 1999 | 2006 | 2011 | 2016 |
| ---- | ---- | ---- | ---- | ---- | ---- | ---- | ---- | ---- |
| 95   | 89   | 72   | 72   | 73   | 66   | 63   | 64   | 54   |

| 2019 | - | - | - | - | - | - | - | - |
| ---- | - | - | - | - | - | - | - | - |
| 53   | - | - | - | - | - | - | - | - |

## Économie
- Centre équestre de la Lys, centre de pleine nature. Organisation du TREC Millesavates en juin, regroupant plus de 150 cavaliers de plusieurs nationalités[réf. nécessaire].

## Lieux et monuments
- Église Notre-Dame du XIXe siècle.